# Amata punctata
Amata punctata là một loài bướm đêm thuộc phân họ Arctiinae, họ Erebidae.